# Evan Patak
Evan Hoburg Patak (Santa Maria (Califórnia), 23 de junho de 1984) é um voleibolista profissional americano, que atua como atacante. É jogador da Seleção dos Estados Unidos. 

## Clubes
| Anos                      | Clube                                       |
| ------------------------- | ------------------------------------------- |
| 2003—2007                 | Universidade da Califórnia em Santa Bárbara |
| 2007                      | Playeros San Juan                           |
| 2007—2008                 | Aris Salonica                               |
| 2008                      | Indios de Mayagüez                          |
| 2008—2009                 | HotkVolleys Viena                           |
| 2009                      | PAOK Salonica                               |
| 2009—2010                 | Halkbank Ancara                             |
| 2010—2011                 | Incheon Korean Air Jumbos                   |
| 2011—2012 (de 24.12.2011) | Energy Resources San Giustino               |
| 2012 (até 12.2012)        | Plataneros de Corozal                       |
| 2013 (de 08.01.2013)      | Spacer's Toulouse                           |

## Títulos
Clubes
Copa da Áustria:
- 2009

Campeonato da Áustria:
- 2009

Campeonato da Coreia do Sul:
- 2011

Seleção principal
Universíada de Verão:
- 2003, 2007

Copa Pan-Americana:
- 2008
- 2011

Liga Mundial:
- 2008
- 2012

Campeonato NORCECA:
- 2009, 2011

## Premiações individuais
- 2008: Jogador Mais Valioso (MVP) e melhor sacador da Copa Pan-Americana
- 2009: Melhor sacador da Campeonato NORCECA